# 세마역 트루엘 더 퍼스트
세마역 트루엘 더 퍼스트(영어:   Sema Stn. Truel The first)은 대한민국 경기도 오산시 세교동에 위치한 대규모 아파트 단지이다. 2013년에 완공하였다. 14개동, 1,023세대이다. 원래 옛 명칭은 LH 오산세교 잔다리마을 1단지이였으나, 2021년에 지금의 명칭으로 변경되었다.
1. ↑  시행사는 LH이다.